# Lundauddens naturreservat
Lundauddens naturreservat är ett naturreservat i Vadstena kommuner i Östergötlands län.
Området är naturskyddat sedan 2020 och är 11 hektar stort. Reservatet ligger längst ut på Lundaudden i Vättern sydväst om Motala och består av lummiga lövträd och ekar.